# 2. Lig 2023
La 2. Lig 2023 è la 13ª edizione del secondo livello del campionato turco di football americano, organizzato dalla TBSF.

## Squadre partecipanti
| Club                     | Città          | Stadio | Sponsor ufficiale | Risultato nella stagione 2022 |
| ------------------------ | -------------- | ------ | ----------------- | ----------------------------- |
| Antalyaspor              | Adalia         |        |                   |                               |
| Antalya Vandals          | Adalia         |        |                   |                               |
| Ege Dolphins             | Smirne         |        |                   |                               |
| Hacettepe Red Deers      | Ankara         |        |                   |                               |
| Istanbul Bulls           | Istanbul       |        |                   |                               |
| Kırıkkale Gunners        | Kırıkkale      |        |                   |                               |
| Kocatepe Victory Walkers | Afyonkarahisar |        |                   |                               |
| Uludağ Timsahlar         | Bursa          |        |                   |                               |

## Stagione regolare

### Calendario

#### 1ª giornata
| Adalia 8 luglio 2023, ore 20:00 | Antalyaspor | 0 – 14 | Antalya Vandals | Atilla Vehbi Konuk Tesisleri |

| Afyonkarahisar 9 luglio 2023, ore 15:00 | Kocatepe Victory Walkers | 2 – 14 | Ege Dolphins | Walkers Football Field |

#### 2ª giornata
| Istanbul 16 luglio 2023, ore 16:00 | Istanbul Bulls | 33 – 6 | Hacettepe Red Deers | Yıldız Teknik Üniversitesi Stadyumu |

| Kırıkkale 16 luglio 2023, ore 17:00 | Kırıkkale Gunners | 0 – 22 | Uludağ Timsahlar | Yenişehir Stadyum |

#### 3ª giornata
| Adalia 22 luglio 2023, ore 20:00 | Antalya Vandals | 24 – 0 | Ege Dolphins | Antalya Atatürk Stadyumu |

| Adalia 22 luglio 2023, ore 20:00 | Antalyaspor | 6 – 22 | Kocatepe Victory Walkers | Atilla Vehbi Konuk Tesisleri |

#### 4ª giornata
| Bursa 12 agosto 2023, ore 17:00 | Uludağ Timsahlar | 14 – 19 | Istanbul Bulls | Uludağ Üniversitesi Merkez Kampüsü Sentetik Sahası |

| Ankara 13 agosto 2023, ore 19:00 | Hacettepe Red Deers | 42 – 0 | Kırıkkale Gunners | Beytepe Amerikan Futbolu Sahası |

#### 5ª giornata
| Smirne 19 agosto 2023, ore 20:00 | Ege Dolphins | 31 – 0 | Antalyaspor | Balçova Spor Kompleksi |

| Afyonkarahisar 20 agosto 2023, ore 17:00 | Kocatepe Victory Walkers | 12 – 16 | Antalya Vandals | Afyon Atletizm Sahası |

#### 6ª giornata
| Kırıkkale 27 agosto 2023, ore 17:00 | Kırıkkale Gunners | 0 – 33 | Istanbul Bulls | Yenişehir Stadyum |

| Ankara 27 agosto 2023, ore 18:00 | Hacettepe Red Deers | 23 – 6 | Uludağ Timsahlar | Beytepe Amerikan Futbolu Sahası |

### Classifiche
Le classifiche della regular season sono le seguenti:
- PCT = percentuale di vittorie, G = partite giocate, V = partite vinte,  P = partite perse, PF = punti fatti, PS = punti subiti

#### Girone Nord
| Pos. | Squadra             | PCT   | G | V | N | P | PF | PS |
| ---- | ------------------- | ----- | - | - | - | - | -- | -- |
| 1    | Istanbul Bulls      | 1.000 | 3 | 3 | 0 | 0 | 85 | 20 |
| 2    | Hacettepe Red Deers | .667  | 3 | 2 | 0 | 1 | 71 | 39 |
| 3    | Uludağ Timsahlar    | .333  | 3 | 1 | 0 | 2 | 42 | 42 |
| 4    | Kırıkkale Gunners   | .000  | 3 | 0 | 0 | 3 | 0  | 97 |

#### Girone Sud
| Pos. | Squadra                  | PCT   | G | V | N | P | PF | PS |
| ---- | ------------------------ | ----- | - | - | - | - | -- | -- |
| 1    | Antalya Vandals          | 1.000 | 3 | 3 | 0 | 0 | 54 | 12 |
| 2    | Ege Dolphins             | .667  | 3 | 2 | 0 | 1 | 45 | 26 |
| 3    | Kocatepe Victory Walkers | .333  | 3 | 1 | 0 | 2 | 36 | 36 |
| 4    | Antalyaspor              | .000  | 3 | 0 | 0 | 3 | 6  | 67 |

## Playoff

### Tabellone
|  | Semifinali | Semifinali          | Semifinali |                     |    | Final          | Final | Final |  |
|  |            |                     |            |                     |    |                |       |       |  |
|  | 1N         | Istanbul Bulls      | 23         |                     |    |                |       |       |  |
|  | 1N         | Istanbul Bulls      | 23         |                     |    |                |       |       |  |
|  | 2S         | Ege Dolphins        | 0          |                     |    |                |       |       |  |
|  | 2S         | Ege Dolphins        | 0          |                     | 1N | Istanbul Bulls | 33    |       |  |
|  |            |                     |            |                     | 1N | Istanbul Bulls | 33    |       |  |
|  |            |                     | 2N         | Hacettepe Red Deers | 2  |                |       |       |  |
|  | 1S         | Antalya Vandals     | 2N         | Hacettepe Red Deers | 2  | 18             |       |       |  |
|  | 1S         | Antalya Vandals     |            |                     |    |                |       |       |  |
|  | 2N         | Hacettepe Red Deers | 20         |                     |    |                |       |       |  |

### Semifinali
| Istanbul 10 settembre 2023, ore 16:00 | Istanbul Bulls | 23 – 0 | Ege Dolphins | Yıldız Teknik Üniversitesi Stadyumu |

| Adalia 10 settembre 2023, ore 19:00 | Antalya Vandals | 18 – 20 | Hacettepe Red Deers | S&B Sport Belek Football Complex |

### Final
| Sakarya 17 settembre 2023, ore 16:00 | Istanbul Bulls | 33 – 2 | Hacettepe Red Deers | Sakarya Üniversitesi Skyfield |

## Verdetti
- Istanbul Bulls Vincitori della 2. Lig 2023 e promossi in 1. Lig 2024